# 100 Tears
Pour plus de détails, voir Fiche technique et Distribution.
100 Tears est un film d'horreur américain réalisé par Marcus Koch en juin 2007.

## Synopsis
Un tueur déguisé en clown terrifie une petite ville américaine. Il traque inlassablement ses victimes avant de les déchiqueter de son énorme hachoir. Jennifer et Mark, deux journalistes bien curieux, décident d'enquêter sur ce maniaque. Mais cela pourrait peut-être mal tourner.

## Fiche technique
- Titre original : 100 Tears
- Réalisation : Marcus Koch
- Scénario : Joe Davison
- Musique : Kristian Day
- Producteur : Elmar Berger
- Pays d'origine :  États-Unis
- Genre : Slasher
- Durée : 90 minutes
- Film interdit aux moins de 16 ans lors de sa sortie en salles en France

## Distribution
- Raine Brown : Christine Greaston
- Joe Davison : Mark Webb
- Kibwe Dorsey : Inspecteur Spaulding
- Jack Amos : Luther Edward Baxter / Gurdy
- Georgia Chris : Jennifer Stevenson
- Jeff Dylan Graham : Jack Arlo